# Máté Zalka
Máté Zalka [ˈmaːteː ˈzɒlkɒ], eigentlich Béla Frankl, (* 23. April 1896 in Matolcs, Ungarn; † 11. Juni 1937 in Huesca, Spanien) war ein ungarischer Schriftsteller und Revolutionär. Im spanischen Bürgerkrieg unter dem Namen General Lukács Kommandeur der Zwölften Internationalen Brigade, fiel er auf dem Weg zur Front einer Granate zum Opfer.

## Leben
Zalka stammte aus einer Familie ungarischer Juden. Er besuchte die Bürgerschule in Mátészalka. Die Schule wurde nach dem Zweiten Weltkrieg nach ihm benannt, inzwischen aber erneut umbenannt. Mit knapp 18 Jahren veröffentlichte er seinen ersten Novellenband, doch sein Vater bestand auf einer militärischen Laufbahn, so dass Zalka als Freiwilliger in die ungarische Armee eintrat. Im Ersten Weltkrieg kämpfte er als Husarenoffizier in Italien (geschildert in seinem Roman Doberdo) und an der russischen Front, wo er 1917 in Gefangenschaft geriet. Nach Kriegsende blieb er als überzeugter Kommunist in Russland, wo er auch seine Frau Vera heiratete (ihre einzige Tochter starb später aufgrund von Komplikationen nach dem Reaktorunfall von Tschernobyl 1987). Im russischen Bürgerkrieg stellte er 1918 eine ungarische Einheit der Roten Garden in Chabarowsk auf. Als Regimentskommandeur kämpfte er auf der Krim und in der Ukraine.
Schon im Gefangenenlager hatte Zalka Theateraufführungen organisiert. 1925 bis 1928 war er in Moskau Direktor des Theaters der Revolution (das spätere Majakowski-Theater). Er verfasste auch Agitationsliteratur und schließlich, kurz vor seiner Abreise nach Spanien, Doberdo.
Den Internationalen Brigaden in Spanien trat er 1936 bei. Als ausgesprochen beliebter „General Lukács“, in den Quellen (s. u.) auch mit den Schreibweisen Lucas, Lukacz, Lukasz, Lukach, Lukasch, Luckacs und Lukasc, kommandierte er die 12. Internationale Brigade und danach die 45. Division. 1937 starb er bei einem Bombardement in Huesca. Einzelheiten sind sowohl bei Ilja Ehrenburg wie in den Memoiren Gustav Reglers zu finden, der damals Politischer Kommissar der 12. Brigade war und beim Beschuss von Zaltkas Wagen schwer verwundet wurde. „General Lukács“ wird auch in einigen Werken Ernest Hemingways erwähnt.
Zalkas Leichnam wurde von seinem Neffen, der vom spanischen König zu einer Zeremonie anlässlich des Endes des Bürgerkrieges eingeladen war, Jahrzehnte später auf einen Militärfriedhof in Budapest überführt. Ehrenburg schreibt: „Wie oft sagte er zu mir: Der Krieg ist eine furchtbare Schweinerei.“

## Literarische Bearbeitungen
- Karl Grünberg: Der Goldschatz in der Taiga (Kleine Jugendreihe; Jg. 1961, Heft 12). Verlag Kultur und Fortschritt, Berlin 1961 (biographische Erzählung).